# روس تشاستين
روس تشاستين (بالإنجليزية: Ross Chastain)‏ هو سائق سباق أمريكي، ولد في 4 ديسمبر 1992 في Alva, Florida ‏ في الولايات المتحدة.

## وصلات خارجية
- الموقع الرسمي
- روس تشاستين على موقع Racing-Reference.info (الإنجليزية)
- روس تشاستين على موقع DriverDB.com (الإنجليزية)